# Préfecture de Rezvanchahr
Pour les articles homonymes, voir Rezvanshahr.
La préfecture de Rezvanshahr (شهرستان رضوانشهر en persan), également appelé Hashtpar (هشتپر) est une préfecture de la province de Gilan en Iran. Elle est divisée en deux districts : le district Central (en) et le district de Pareh Sar. Elle comprend deux villes : Rezvanshahr (en), sa capitale, et Pareh Sar.

## Démographie
Lors du recensement de 2006, la préfecture avait une population de 64 193 habitants répartis en 16 518 familles.

## Annexe